# Let's Get Dirty (I Can't Get in da Club)
"Let's Get Dirty (I Can't Get in da Club)" é uma canção do rapper norte-americano Redman, gravada para o seu quinto álbum de estúdio Malpractice. Foi escrita por ele, Dana Stinson e John Bowman enquanto que a produção ficou a cargo de Rockwilder. A sua gravação ocorreu em 2001, nos estúdios da Westlake na California.
A canção obteve uma crítica positiva dos críticos da música, a chamando de "um momento legal" em Malpractice. Após o seu lançamento, o single teve um desempenho moderado nas tabelas musicais, chegando ao número #97 na Billboard Hot 100 e na #9 posição da Rap Songs.
A canção foi recriada pela cantora Christina Aguilera para seu quarto álbum de estúdio Stripped, nesta versão ela foi renomeada como "Dirrty". Aguilera fez uma parceria com Redman na canção, no qual se tornou um hit mundial, alcançando a primeira posição pela UK Singles Charts.

## Desempenho nas tabelas musicais
| Tabela musical (2001)                  | Melhor posição |
| -------------------------------------- | -------------- |
| Estados Unidos (Billboard Hot 100)     | 97             |
| Estados Unidos (Hot R&B/Hip-Hop Songs) | 46             |
| Estados Unidos (Rap Songs)             | 9              |